# Vitrac (Charente)
Vitrac (en francès Vitrac-Saint-Vincent) és un municipi francès situat al departament del Charente i a la regió de la Nova Aquitània. L'any 2007 tenia 530 habitants.

## Demografia

### Població
El 2007 la població de fet de Vitrac-Saint-Vincent era de 530 persones. Hi havia 216 famílies de les quals 57 eren unipersonals (12 homes vivint sols i 45 dones vivint soles), 65 parelles sense fills, 74 parelles amb fills i 20 famílies monoparentals amb fills.
La població ha evolucionat segons el següent gràfic:
Habitants censats

### Habitatges
El 2007 hi havia 293 habitatges, 223 eren l'habitatge principal de la família, 44 eren segones residències i 27 estaven desocupats. 290 eren cases i 2 eren apartaments. Dels 223 habitatges principals, 187 estaven ocupats pels seus propietaris, 30 estaven llogats i ocupats pels llogaters i 6 estaven cedits a títol gratuït; 1 tenia una cambra, 9 en tenien dues, 47 en tenien tres, 70 en tenien quatre i 95 en tenien cinc o més. 179 habitatges disposaven pel capbaix d'una plaça de pàrquing. A 84 habitatges hi havia un automòbil i a 103 n'hi havia dos o més.

### Piràmide de població
La piràmide de població per edats i sexe el 2009 era:
| Homes | Edats   | Dones |
| ----- | ------- | ----- |
| 0     | 95 o +  | 4     |
| 0     | 90 a 94 | 0     |
| 0     | 85 a 89 | 20    |
| 16    | 80 a 84 | 12    |
| 16    | 75 a 79 | 16    |
| 12    | 70 a 74 | 8     |
| 20    | 65 a 69 | 8     |
| 16    | 60 a 64 | 24    |
| 12    | 55 a 59 | 16    |
| 24    | 50 a 54 | 20    |
| 24    | 45 a 49 | 24    |
| 8     | 40 a 44 | 4     |
| 8     | 35 a 39 | 20    |
| 16    | 30 a 34 | 12    |
| 16    | 25 a 29 | 12    |
| 16    | 20 a 24 | 8     |
| 24    | 15 a 19 | 16    |
| 12    | 10 a 14 | 16    |
| 12    | 5 a 9   | 8     |
| 0     | 0 a 4   | 16    |

## Economia
El 2007 la població en edat de treballar era de 313 persones, 237 eren actives i 76 eren inactives. De les 237 persones actives 217 estaven ocupades (121 homes i 96 dones) i 20 estaven aturades (7 homes i 13 dones). De les 76 persones inactives 28 estaven jubilades, 26 estaven estudiant i 22 estaven classificades com a «altres inactius».

### Ingressos
El 2009 a Vitrac-Saint-Vincent hi havia 220 unitats fiscals que integraven 500 persones, la mediana anual d'ingressos fiscals per persona era de 15.849 €.

### Activitats econòmiques
Dels 8 establiments que hi havia el 2007, 1 era d'una empresa alimentària, 2 d'empreses de construcció, 1 d'una empresa de comerç i reparació d'automòbils, 1 d'una empresa d'hostatgeria i restauració, 2 d'empreses de serveis i 1 d'una entitat de l'administració pública.
Dels 3 establiments de servei als particulars que hi havia el 2009, 1 era un guixaire pintor, 1 lampisteria i 1 restaurant.
L'any 2000 a Vitrac-Saint-Vincent hi havia 44 explotacions agrícoles que ocupaven un total de 1.445 hectàrees.

## Equipaments sanitaris i escolars
El 2009 hi havia una escola maternal integrada dins d'un grup escolar amb les comunes properes formant una escola dispersa.

## Poblacions més properes
El següent diagrama mostra les poblacions més properes.